# Рестаурација
Рестаурација односно конзервација се односи на обнављање неког уметничког дела у боље стање. Ово се на пример може односити на поправљање или пресликавање неке уметничке слике како би изгледала као нова или поправљање неке скулптуре или вазе.

## Дефиниција
Традиционална дефиниција улоге рестауратора- конзерватора укључује преглед, конзервацију и очување културне баштине кориштењем било које методе која се доказала делотворном у одржавању предмета у стању што ближем изворном што је дуже могуће. 
Данас је та дефиниција међутим проширена и више би је могли описати као етично управљање културним добром.
Конзерватор примјењује једноставне етичке елементе, као што су:
- Начело минималне интервенције,
- Кориштење метода и материјала усмерених ка реверзибилности, како би смањили могућност проблема код будућег третмана, истраживања и кориштења.
- Темељно документирање свих преузетих поступака

Конзерватор мора узети у обзир и мишљење трећег лица те своју професионалну експертизу с њим ускладити.

### General resources
- BCIN, the Bibliographic Database of the Conservation Information Network Архивирано на веб-сајту  (11. април 2011)
- CAMEO: Conservation and Art Materials Encyclopedia OnLine
- Conservation OnLine (CoOL) Resources for Conservation Professionals, "CoOL, an online resource operated by the Foundation of the American Institute for Conservation is a full text library of conservation information, covering a wide spectrum of topics of interest to those involved with the conservation of library, archives and museum materials. It is a growing online resource for conservators, collection care specialists, and other conservation professionals."
- Centre for Cultural Materials Conservation Архивирано на веб-сајту  (22. новембар 2010), a Department of Melbourne University.
- DOCAM — Documentation and Conservation of the Media Arts Heritage "to address the issues of preserving and documenting digital, technological and electronic works of art."
- Integrated Pest Management Working Group Website
- International Council of Museums (ICOM) Code of Ethics for Museums, 2006
- Research Resources at the Getty Conservation Institute, including the AATA (formerly "Art and Archaeology Technical Abstracts") search engine, bibliographies for various topics, cultural heritage policy documents, and links to other conservation-related Web sites.
- Centre de recherche et de restauration des Musées de France, C2RMF on wikipedia
- Theory and practice of conservation .

### Scholarly journals
- Journal of the American Institute for Conservation
- Victoria and Albert Museum Conservation Journal
- Journal of Conservation and Museum Studies
- Tate Papers
- Getty Conservation Institute Newsletter
- The Book and Paper Group - American Institute for Conservation
- The Abbey Newsletter
- e-Preservation Science journal
- e-conservation magazine
- CeROArt. on-line magazine devoted to a multidisciplinary approach to questions of Conservation, exposition, Restoration of Objets d’Art
- Studies in Conservation Архивирано на веб-сајту  (2. јул 2011)
- Reviews in Conservation Архивирано на веб-сајту  (22. новембар 2011)
- Journal of the Institute of Conservation Архивирано на веб-сајту  (2. септембар 2013)
- The Paper Conservator Архивирано на веб-сајту  (2. септембар 2013)
- Future Anterior. Journal of Historic Preservation, History, Theory, and Criticism, GSAPP, Columbia University Архивирано на веб-сајту  (8. јул 2011)

### Relation to the public
- UPenn's Architectural Conservation Lab
- Lunder Conservation Center
- Conservation Advice Notes - Portable Antiquities Scheme
- Objects Conservation — Provided by the Division of Anthropology, American Museum of Natural History.
- Conservation Report on Mukul Dey Archives by C. B. Gupta Архивирано на веб-сајту  (28. мај 2007)
- Public Art Restoration Services
- Freeview Video 'Science and Fine Art' by David Bomford of the National Gallery. A Royal Institution Lecture showing how scientific techniques aid conservation by the Vega Science Trust.
- New York Academy of Science Podcast about Ad Reinhardt's Black Painting and its restoration
- Preserv'Art - Interactive database of products used in conservation by the CCQ

### Conservators in private practice that provide resources
- Animation Art Conservation discusses the preservation of animation art and has many interviews with animation artists that detail their original intent and frequently how they made their art.
- Conrad Schmitt Studios has been conserving artwork for buildings of architectural, historic, and religious significance since 1889.
- EverGreene Architectural Arts, Inc. specializes in conservation and restoration practices globally.
- Oliver Brothers Fine Art Restoration and Conservation, Boston-New York has been restoring and conserving paintings, works on paper, icons, murals, sculpture, gilded objects, and antique and contemporary picture frames since 1850.